# Wereldkampioenschappen synchroonzwemmen 2003
De wereldkampioenschappen synchroonzwemmen 2003 werden van 12 tot en met 27 juli 2003 gehouden in Barcelona, Spanje. Het toernooi was onderdeel van de wereldkampioenschappen zwemsporten 2003.

## Medailles
| Onderdeel             | Goud | Goud    | Zilver | Zilver  | Brons | Brons   |
| Vrouwen               | Vrouwen | Vrouwen | Vrouwen | Vrouwen | Vrouwen | Vrouwen |
| --------------------- | --- | ------- | --- | ------- | --- | ------- |
| Solo                  | Virginie Dedieu Frankrijk | 99,251  | Anastasiya Yermakova Rusland | 97,417  | Miya Tachibana Spanje | 97,334  |
| Duet                  | Anastasia Davydova Anastasiya Yermakova Rusland | 99,084  | Miya Tachibana Miho Takeda Japan | 98,084  | Gemma Mengual Paola Tirados Spanje | 96,667  |
| Team                  | Rusland Olga Brusnikina Anastasia Davydova Anastassia Ermakova Maria Gromava Elena Jouravleva Elvira Khasyanova Maria Kisseleva Elena Ovchinnikova Anna Shorina Irina Tolkacheva | 98,750  | Japan Michiyo Fujimaru Saho Harada Naoko Kawashima Kanako Kitao-Pendlove Emiko Suzuki Miya Tachibana Miho Takeda Juri Tatsumi Chiaki Watanabe Yuko Yoneda | 98,334  | Verenigde Staten Alison Bartosik Erin Dobratz Mary Hofer Becky Jansontek Anna Kozlova Sara Lowe Lauren Mcfall Stephanie Nesbitt Katie Norris Kendra Zanotto | 96,834  |
| Team vrije combinatie | Japan Michiyo Fujimaru Saho Harada Naoko Kawashima Kanako Kitao Spendlove Emiko Suzuki Juri Tatsumi Chiaki Watanabe Yuko Yoneda                                                  | 98,5000 | Verenigde Staten Alison Bartosik Erin Dobratz Mary Hofer Becky Jasontek Anna Kozlova Sara Lowe Lauren Mcfall Katie Norris Kendra Zanotto Spanje Raquel Corral Andrea Fuentes Tina Fuentes-Fache Gemma Mengual Ana Montero Gisela Moron Rovira Irina Rodriguez-Alvarez Ione Serrano Paola Tirados-Sanchez | 97,333  | Niet uitgereikt |         |

### Medaillespiegel
| Plaats | Land             | Goud | Zilver | Brons | Totaal |
| 1      | Rusland          | 2    | 1      | 0     | 3      |
| 2      | Japan            | 1    | 2      | 0     | 3      |
| 3      | Frankrijk        | 1    | 0      | 0     | 1      |
| 4      | Spanje           | 0    | 1      | 2     | 3      |
| 5      | Verenigde Staten | 0    | 1      | 1     | 2      |
| Totaal | Totaal           | 4    | 5      | 3     | 12     |